# Chiesa di San Carlo Borromeo (Vanzone con San Carlo)
La chiesa di San Carlo Borromeo, detta anche solo chiesa di San Carlo, è la parrocchiale di San Carlo, frazione del comune sparso di Vanzone con San Carlo, in provincia del Verbano-Cusio-Ossola e diocesi di Novara; fa parte dell'unità pastorale di Villadossola.

## Storia
All'inizio del XVII secolo i fedeli del paese fecero costruire un nuovo oratorio, giacché per loro era scomoda da raggiungere la parrocchiale dei Santi Giulio e Filippo di Pianezza; la dedicazione a San Carlo Borromeo venne scelta dal notaio Domenico Rampanelli, promotore dell'epoca.
Questo luogo di culto fu però rovinato dalle piene del 1640 e del 1685.
La prima pietra della nuova chiesa venne posta nel 1718; l'edificio, realizzato riutilizzando i materiali della cappella seicentesca, fu portata a termine nel 1739.
Soltanto nel 1896, però, il campanile venne dotato delle sei campane.

## Descrizione

### Esterno
La facciata a salienti della chiesa, rivolta a sudest e preceduta dal portico che si apre su tre archi a tutto sesto sorretti da colonne, presenta centralmente il portale d'ingresso, affiancato da sacre raffigurazioni eseguite da Lorenzo Peracino nel 1776, e sopra una finestrella, mentre a coronamento del prospetto vi è il timpano di forma triangolare, entro cui si apre un'ulteriore finestrella.
Annesso alla parrocchiale è il campanile in pietra a base quadrata, la cui cella presenta su ogni lato una monofora ed è coronata dal tetto a quattro falde.

### Interno
L'interno dell'edificio si compone di un'unica navata, sulla quale si affacciano le cappelle laterali e i bracci del transetto, e le cui pareti sono scandite da lesene; al termine dell'aula si sviluppa il presbiterio, ospitante l'altare maggiore e chiuso dall'abside quadrangolare.